# Waldighofen
Waldighofen là một xã trong tỉnh Haut-Rhin, vùng Grand Est ở đông bắc Pháp. Xã này có diện tích 4,14 km², dân số năm 1999 là 1398 người. Khu vực này có độ cao 357 mét trên mực nước biển.